# Okręg Vire
Okręg Vire (fr. Arrondissement de Vire) – okręg w północnej Francji. Populacja wynosi 56 900.

## Podział administracyjny
W skład okręgu wchodzą następujące kantony:
- Aunay-sur-Odon,
- Condé-sur-Noireau,
- Bény-Bocage,
- Saint-Sever-Calvados,
- Vassy,
- Vire.